# 上海创业投资
上海创业投资公司是中国一家国有风险投资/私募股权公司。該企業是上海市人民政府的下屬企業，受上海市科技创业投资指导委员会及其办公室的指导。 上海创业投资公司成立于1999年8月9日。